# Скшишув (Підкарпатське воєводство)
Скшишув (пол. Skrzyszów) — село в Польщі, у гміні Острув Ропчицько-Сендзішовського повіту Підкарпатського воєводства.
Населення — 1085 осіб (2011).
У 1975-1998 роках село належало до Ряшівського воєводства.

## Демографія
Демографічна структура станом на 31 березня 2011 року:
|          | Загалом | Допрацездатний вік | Працездатний вік | Постпрацездатний вік |
| -------- | ------- | ------------------ | ---------------- | -------------------- |
| Чоловіки | 548     | 139                | 362              | 47                   |
| Жінки    | 537     | 136                | 308              | 93                   |
| Разом    | 1085    | 275                | 670              | 140                  |